# Until the End of Time (pjesma Džastina Timberlejka i Bijonse)
Until the End of Time je pjesma američkog pjevača i tekstopisca Džastina Timberlejka sa njegovog drugog studijskog albuma, „FutureSex/LoveSounds“ (2006). Napisali su je i producirali Timberlejk, Tim Mouzli Timbalend i Nejt Hils. Izdata je 13. novembra 2007. kao peti singl sa albuma sa dodatnim vokalima koje je za tu priliku snimila američka pjevačica Bijonse koja je doprinijela da ova verzija prođe bolje od originalne.
Pjesma je pozitivno ocijenjena od strane muzičkih kritičara koji su imali zajedničko mišljenje da podsjeća na muziku američkog izvođača Prinsa. Sem kritički, singl je postigao i solidan komercijalan uspjeh, naročito u Sjedinjenim Državama. Iako nije imao muzički spot kojim bi se promovisao, postao je jedan od dvadeset najuspješnijih ritam i bluz singlova u prvoj deceniji dvadeset i prvog vijeka u Americi. Između ostalih, zauzimao je sedamnaesto mjesto na top-listi „Bilbord hot 100“ i na listi dens klupskih singlova kao i treće mjesto na listi ritam i bluz i hip hop singlova. „Until the End of Time“ je odlikovana zlatnim tiražom od strane Američkog udruženja diskografskih kuća za prodaju od preko petsto hiljada primjeraka.